# DKNY

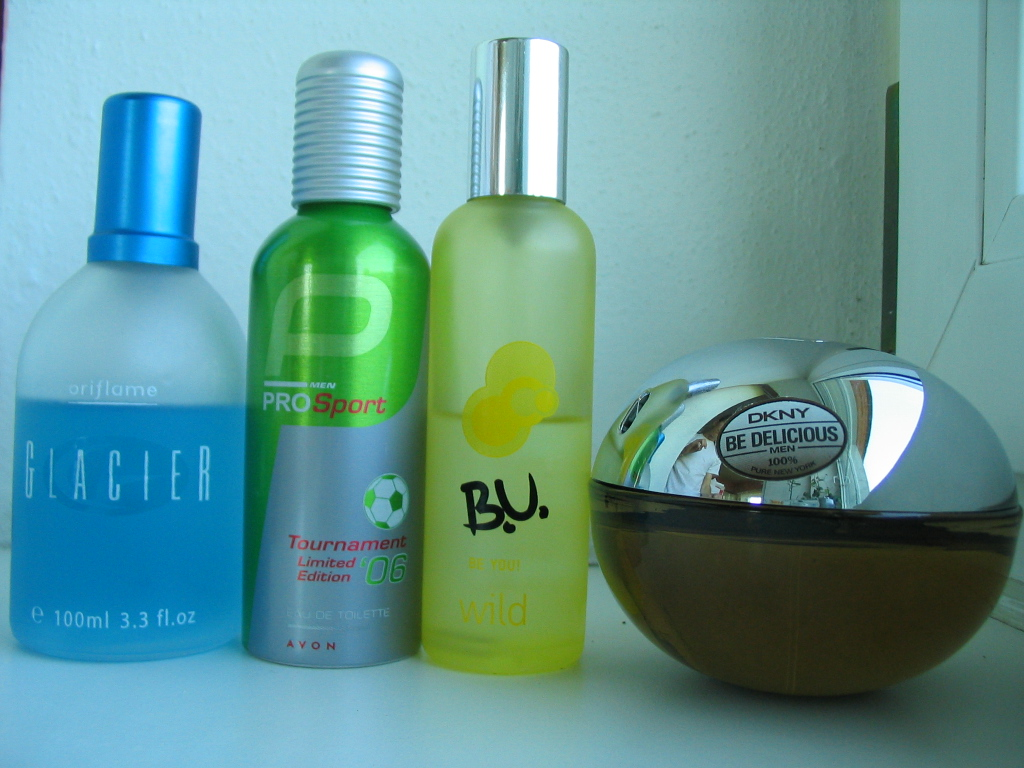
Prodotti di bellezza del marchio DKNY.

DKNY (Donna Karan New York) è il marchio di abbigliamento della stilista statunitense Donna Karan.

## Storia
La DKNY è stata fondata nel 1985 a New York da Donna Karan e dal suo defunto marito Stepehen Weiss. L'obiettivo della stilista era quello di creare un brand che combinasse il comfort dell'abbigliamento sportivo (Karan, proveniva dall'esperienza di Anne Klein, noto brand di sportwear), all'eleganza del prêt-à-porter, pur rimanendo collocati in una fascia di medio prezzo.
Con il tempo la produzione del brand si è allargata, coprendo numerosi settori del mondo della moda, producendo accessori, biancheria intima, scarpe, abbigliamento per l'infanzia, e producendo linee di abbigliamento maschili.
Le prime boutique DKNY sono state aperte a Londra nel 1997 ed a New York nel 1999. Si contano circa settanta negozi DKNY in tutto il mondo, compresi venti centri in Cina, due in Canada e quattro a Dubai. Dal 2005 inoltre la DKNY opera anche tramite internet, attraverso il sito ufficiale del marchio.
Nel 2001 il marchio è stato acquistato dalla LVMH.
Successivamente, il marchio è stato poi acquisito dal Gruppo GIII Apparel Group, Ltd.

## Marchi DKNY
L'originale marchio DKNY ha generato numerosi sottomarchi che comprendono DKNY Jeans, pure, DKNY Active, DKNY Underwear, DKNY Juniors, DKNY Kids, e DKNY Baby. Dopo otto anni di realizzazione di abbigliamento esclusivamente femminile. Donna Karan ha avviato la produzione della linea DKNY men nel 1992, che produce abbigliamento formale, casual e sportivo, scarpe e accessori per uomo. La linea DKNY beauty, nata nel 1992 invece produce cosmetici (licenziati dalla Estée Lauder Companies) e profumi. Nel 2001 tramite i marchi DKNY Home collection e DKNY LIFE, vengono prodotti anche accessori per la casa e complementi di arredo.